# Curzon
Curzon – miejscowość i gmina we Francji, w regionie Kraj Loary, w departamencie Wandea.
Według danych na rok 1990 gminę zamieszkiwało 405 osób, a gęstość zaludnienia wynosiła 69 osób/km² (wśród 1504 gmin Kraju Loary Curzon plasuje się na 905. miejscu pod względem liczby ludności, natomiast pod względem powierzchni na miejscu 1158.).